# Jorge Pérez Solano
Jorge Pérez Solano (*1964- en Huajuapan de León, Oaxaca, México) es un productor, guionista y director de cine mexicano, en sus películas trata temas como la migración, la corrupción política y la marginación social de México.
.

## Biografía
Nació en 1964 en la Heroica Ciudad de Huajuapan de León en el Estado de Oaxaca su padre Abelino Pérez Soriano, originario de la comunidad de San Pedro Yodoyuxi  y su madre Clara Paz Solano Velasco originaria del poblado de Santo Domingo, Tonalá  una zona muy marginada de la mixteca por lo que en sus cintas plasma cierta añoranza y nostalgia. A la edad de 8 años se fue a radicar a la Ciudad de México, junto con su familia, desde entonces mostró interés por la dirección cinematográfica a la edad de 22 años ingresa a la Universidad Autónoma Metropolitana Unidad Xochimilco, en donde estudia Ciencias de la Comunicación, especializándose en cine. En 1988 es aceptado para estudiar en el Centro Universitario de Estudios Cinematográficos (CUEC - UNAM) donde estudió escritura de guion y realización, ha observado desde afuera la evolución y problemática de la región de donde es originario lo que lo inspira para escribir sus guiones.  Su primer trabajo como cineasta fue el documental, El Señor del Honguito, un cortometraje filmado en Chignahuapan Puebla, filmó después tres cortometrajes, "Tatuaje", "Duermevela" y "Playback", este último para la serie de "Encuentros y Desencuentros" de la Unidad de Producciones Audiovisuales.
Entre 1990 y 2005, trabajó para diversos canales de Televisión como Realizador y Guionista, Canal Once, Canal Veintidós, TV UNAM,  la Unidad de Televisión Educativa, el ILCE, y CNI Canal 40, realizando diversos documentales y programas informativos y culturales. En esa época también participó en varias producciones cinematográficas, asistiendo dirección y editando.
En el 2005 decide escribir una historia acerca de su pueblo y cultura, es cuando nace la historia de "Espiral". Basado en una noticia acerca de la economía de traspatio y en una profunda investigación acerca de la migración es que aparece la historia. La escribe con la asesoría de Beatriz Novaro, al año siguiente perfecciona el guion con Felipe Cazals y Armando Lazo, y finalmente en noviembre de 2007 filma la película con el apoyo del IMCINE y del CUEC, esto por haber ganado el concurso de la sexta Ópera Prima del CUEC.
"Espiral" se estrenó en el Sexto festival internacional de cine de Morelia, en la sección oficial, posteriormente viajó a diferentes festivales del mundo, como el 49 Festival internacional de Cartagena de Indias, Heartlan film festival en Indianapolis, el 16 Mostra D'cinema latinoamericano de Catalunya, Rencontres du cinema sud american en donde obtuvo el premio del jurado, 26 Chicago latin festival, gala inaugural del segundo festival de cine "Fronteras migrantes", SANFIC 5/Festival internacional de cine en Santiago de Chile, 33 MOSTRA INTERNACIONAL DE CINEMA/SAO PAULO FILM FESTIVAL, 33 festival internacional de cine de El Cairo, Barbicam Film en Londres. Segundo festival de cine latinoamericano de Flnades donde obtuvo Mención Honorífica, entre otros.
En el año 2013 filmó la película "La Tirisia" una historia que narra la historia de dos mujeres que deben abandonar a sus hijos para poder continuar conservando sus familias, la película fue protagonizada por Gustavo Sánchez Parra (Premio al mejor actor en  el FICG29), Adriana Paz, Noé Hernández, Gabriela Cartol, Mercedes Hernández, Alfredo Herrera y gente de la región. La principal locación de la historia fue el pueblo de Zapotitlan Salinas, en Puebla, zona mixteca. La película se estrenó en la edición número 29 del Festival de Cine de Guadalajara , después tuvo su premier mundial en el Festival Internacional de Cine de Karlovy Vary y ha recorrido más de veinte festivales, ha obtenido el premio a la mejor película, Alejandro de Oro (Theo Angelopulus) en el 55 Thessaloniki International Film Festival, el Roger Ebert Award en el 50 Chicago International Film Festival y el Premio del Jurado Joven del festival FILMAR en Ginebra. 
Actualmente (2015) prepara su tercer proyecto de ficción en la costa chica Oaxaqueña, con la comunidad afrodescendiente.

## Filmografía
- 2018 La negrada (Largometraje)
- 2014.- La Tirisia (Largometraje)
- 2009.- Espiral (Largometraje)
- 1994.- Playback (Cortometraje)
- 1993.- Duermevela (Cortometraje)
- 1992.- El señor del Honguito (Cortometraje - Documental)